# Oljons i Bondarv
Oljons i Bondarv, är en bondgård i Bondarv, söder om Järvsö i Hälsingland. Den är privatägd.
Oljons ligger tätt intill granngården Karls, som köptes 1928 av Gästrike-Hälsinge hembygdsförbund. Byn Bondarv hade på 1500-talet åtta gårdar.
Byggnaderna på Oljons slutna gårdstun ligger på tre sidor om gården. Mot gårdens fjärde, östra, sida vetter baksidan av granngårdens stall, med visthusbod och redskapsbod. Manbyggnaden uppfördes 1836. Den används idag som bostad. I portliderbyggnaden åt norr inreddes 1938 ett vandrarhem.

## Bildgalleri

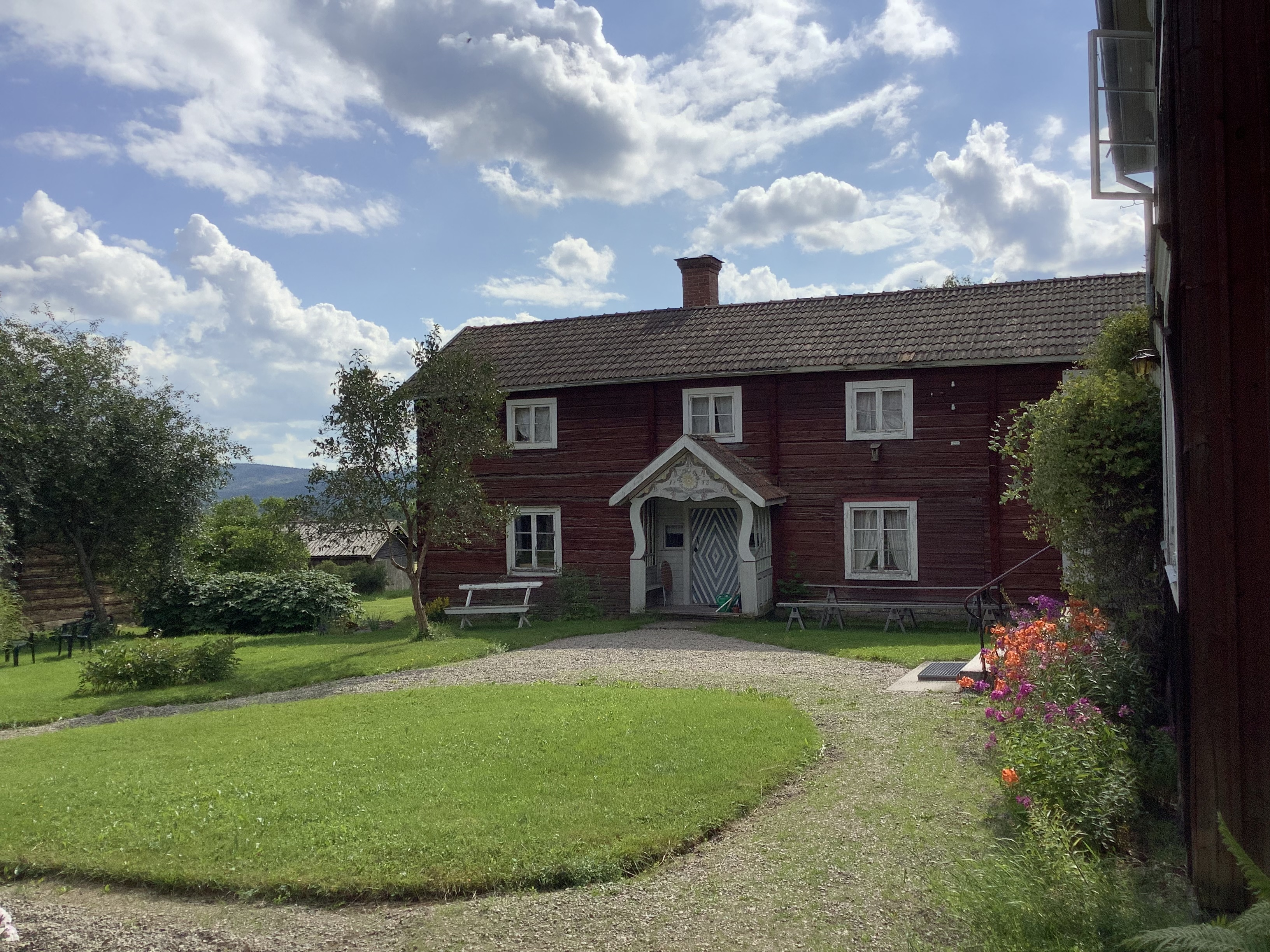
Byggnaden åt söder. Till vänster skymtar baksidan av Karlsgårdens stall.